# Horst Geil
Horst Geil (* 17. Dezember 1919 in Chemnitz; † 20. Februar 2006) war ein deutscher Gebrauchsgrafiker in der Sowjetischen Besatzungszone bzw. der DDR.

## Leben und Werk
Horst Geil war der Sohn des Lithografen und Zeichners Oskar Geil, der ihm auch ersten künstlerischen Unterricht erteilte. Danach ging er bei dem Chemnitzer Grafiker Rolf Keller in die Lehre und absolvierte eine zweijährige Fachausbildung für Lithografie und Grafik an der Industrieschule Chemnitz. Außerdem besuchte er die Kunsthochschule in Dresden.
Kurz nachdem Geil 1939 eine Anstellung bei dem Chemnitzer Unternehmen Hommola Reklamekunst gefunden hatte, wurde er zur Wehrmacht einberufen und nahm am Zweiten Weltkrieg teil. Nach der Entlassung aus der amerikanischen Kriegsgefangenschaft, während der er im Lager Dachau interniert war, lebte er zunächst weiterhin in der Gegend um München. Auf Intervention seines Vaters, der die Werbeabteilung von Böhme Fettchemie leitete, kehrte er nach Chemnitz bzw. Karl-Marx-Stadt zurück. Von 1948 bis 1955 war er Leiter des Werbeateliers des nun unter VEB Fettchemie und Fewa-Werke firmierenden Unternehmens. Für das dort produzierte Waschmittel Fewa entwickelte er 1949/1950 die ursprünglich für die Henkel KGaA in Düsseldorf entwickelte Werbefigur der Johanna weiter. Er modernisierte die Figur und deutete sie für den VEB Fettchemie Chemnitz werbewirksam um.

Fit-Männchen

Geil entwarf u. a. auch Werbung für das Geschirrspülmittel Fit, das in der DDR Marktführer war, darunter 1955 das Fit-Männchen, für das Waschmittel Fay und 1951 für das Textil-Imprägniermittel Wab-Wetterfest. Eine andere bekannte Schöpfung von ihm war das Barkas-Männchen.
Ab 1955 arbeitete Geil in Karl-Marx-Stadt freischaffend als Gebrauchsgrafiker. Seine wichtigsten Auftraggeber waren Betriebe der chemischen Industrie in Wolfen, Schwarza und Premnitz. Er entwarf für den VEB Farben- und Lackfabrik Leipzig die Werbung für die Kampagne Selbst ist der Mann, darunter 1968 die Illustrationen für den gefragten Ratgeber Kleine Anstrichfibel. Werbung gestaltet er u. a. auch für die Nähmaschine Veritas des VEB Nähmaschinenwerk Wittenberge und für den VEB Uhren- und Maschinenkombinat Ruhla. Mit der Zeit nahm der Bedarf für nationale Werbung ab und Geil arbeitete zunehmend für den Export. 1984 ging er in den Ruhestand.
Werbeentwürfe Geils befinden sich u. a. in der Berliner Sammlung Industrielle Gestaltung. 1999 fand dort die katalogbegleitete Einzelausstellung Horst Geil. Werbegrafik der 50er und 60er Jahre statt.

## Rezeption
Geil „erweist sich als Werbeprofi, der von einer süßlichen und teilweise verkitschten Kosmetikwerbung kam, eine lapidare Formsprache fand und mit umfangreichem Werk die Werbelandschaft der DDR prägte.“

## Teilnahme an zentralen und wichtigen regionalen Ausstellungen in der DDR
- 1962/1963 und 1972/1973: Dresden, Fünfte Deutsche Kunstausstellung und VII. Kunstausstellung der DDR
- 1974: Karl-Marx-Stadt, Bezirkskunstausstellung